# Liste der Wormser Domprediger

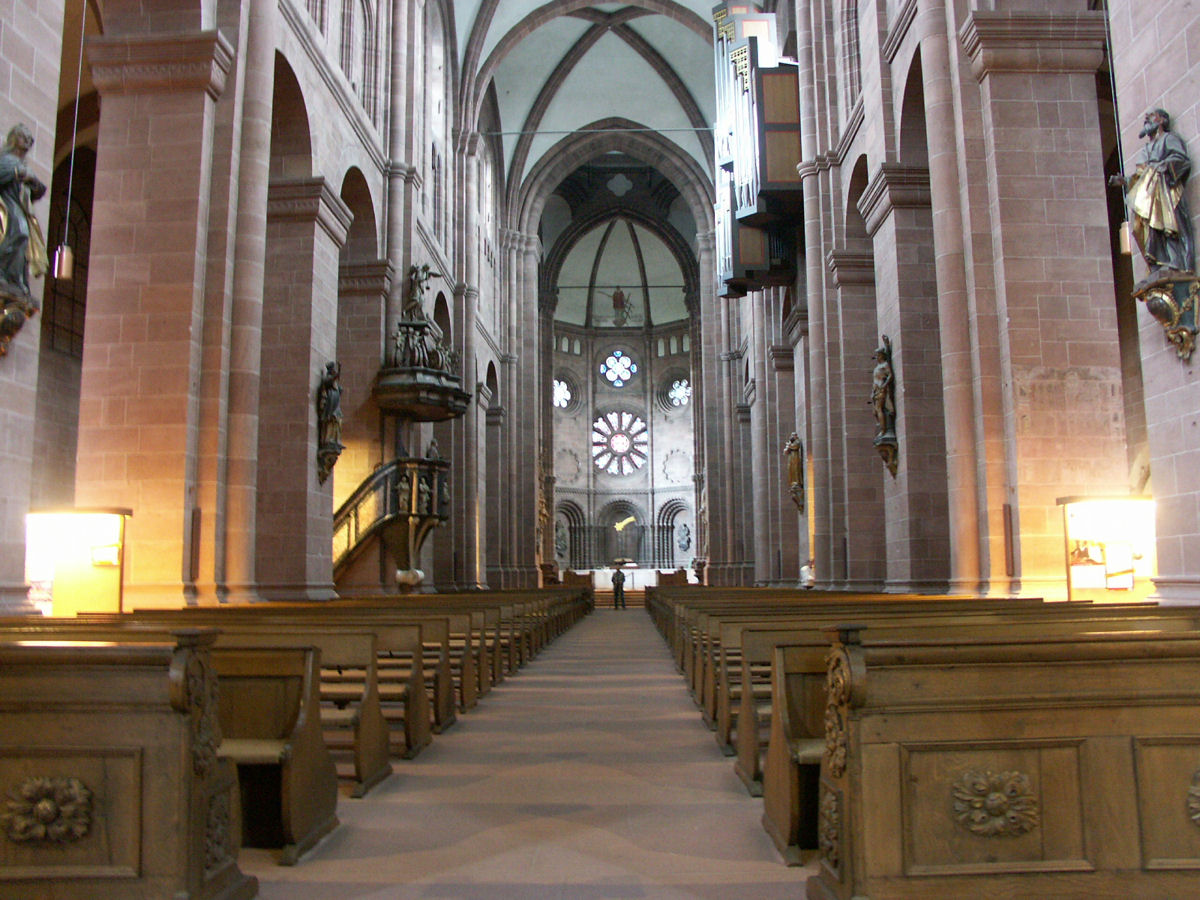
Langhaus des Wormser Doms mit Kanzel, Blick zum Westwerk

Am Wormser Dom wurde erstmals um 1450 eine Stelle des Dompredigers gestiftet.
Als Domprediger waren in Worms tätig:
| Name                                | von                        | bis  |  |
| ----------------------------------- | -------------------------- | ---- |  |
| Johann von Wesel                    | 1463                       | 1477 |  |
|                                     |                            |      |  |
| Matthias Ob                         | um 1564                    |      |  |
|                                     |                            |      |  |
| Philipp Kisel SJ                    | Mitte des 17. Jahrhunderts |      |  |
| Andreas Wigand SJ                   | Mitte des 17. Jahrhunderts |      |  |
| Damian Hugo Philipp von Lehrbach SJ | 1768                       | 1772 |  |